# Rinspeed zaZen
O ZaZen é um modelo da Rinspeed.